# 成寿寺站
成寿寺站是一个位于中国北京市朝阳区小红门地区龙爪树村成仪路、成寿寺路交叉口，属于北京地铁10号线的地铁车站，2012年12月30日建成启用。

## 位置
这座车站位于成寿寺路和石榴庄路相交路口地下，呈南北向布置。

## 结构

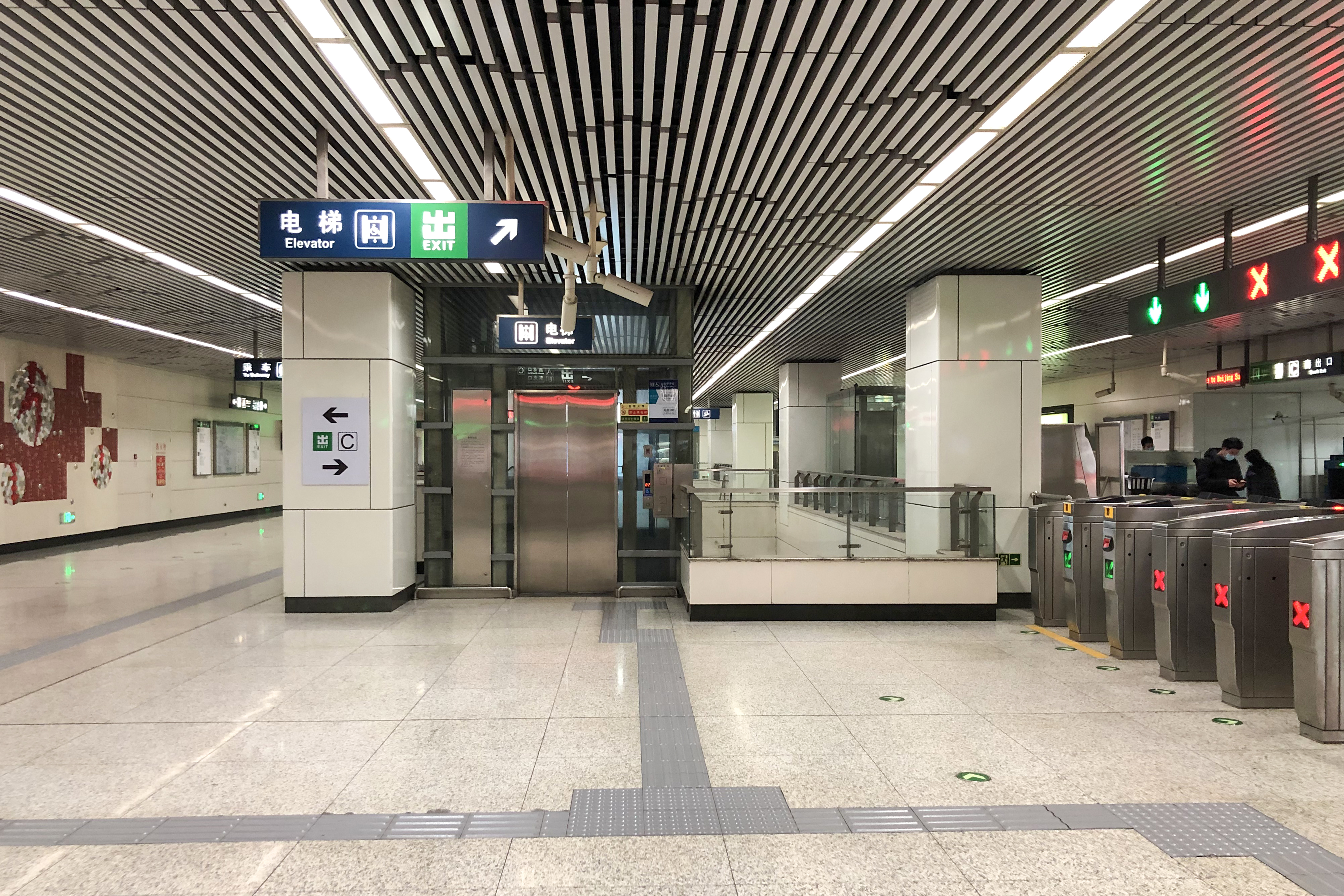
大堂（2021年2月摄）

成寿寺站是一座地下二层车站，采用岛式站台设计。这座车站于2010年6月26日主体结构封顶，为10号线二期首座主体结构封顶的车站。
| 地面层          | 街道                   | A—C出入口                        |
| 地下一层 站厅层 | 站厅                   | 客务中心、自动售票机、进出站闸机 |
| 地下二层 站台层 |                        | █ 10号线内环（宋家庄）           |
| 地下二层 站台层 | 岛式站台，左側開门     |                                  |
| 地下二层 站台层 | █ 10号线外环（分钟寺） |                                  |

## 出入口
|                       |            |                  |      |            |
| 编号                  | 指示       | 建议前往的目的地 | 照片 | 无障碍设施 |
| 出口 · A · 升降机标志 | 成寿寺大街 |                  |      |            |
| 出口 · B              | 东铁营大街 |                  |      | 不適用     |
| 出口 · C · 1          | 东铁营大街 |                  |      | 不適用     |
| 出口 · C · 2          | 东铁营大街 |                  |      | 不適用     |
| 註： 設有             |            |                  |      |            |